# Burgvey
Die Ruine Burgvey ist der  Rest eines mittelalterlichen Burgturmes am Westhang des Veybaches etwa ein Kilometer östlich von Mechernich in Nordrhein-Westfalen.
Die Burg wird 1419 erstmals als Mannlehen erwähnt. Wahrscheinlich stand an dieser Stelle schon vorher ein wehrhaftes Haus, denn es wurden dort Silbermünzen aus der Mitte des 13. Jahrhunderts gefunden. Erster Lehensträger war Arnold von Lutrait (Leuterath), gen. Nechtersheim. Es handelt sich um einen ziemlich reichen Ritter. Von seinem Sohn ging das Anwesen 1481 durch Erbschaft an Johann von Büdesheim über. 1506 waren Eberhard von Büdesheim und seine Frau Anna Gürtzgen von Schwerfen die Besitzer. 1574 zog der Graf von Blankenheim das Lehen ein. 1674 verkaufte Graf Salentin Ernst an Johann Bertram von Nesselrode. Seit dieser Zeit wurde das Gebäude nicht mehr genutzt und verfiel. Die Ruine kaufte zuletzt H. F. Callenberg.
Die Burg bestand früher nur aus einem Wohnturm mit einer Zwingermauer und vorgelagerten Wirtschaftsgebäuden. 